# مايك ريان (لاعب كرة قدم)
مايك ريان (بالإنجليزية: Mike Ryan)‏ (3 أكتوبر 1979 بستوكبورت في المملكة المتحدة - ) هو لاعب كرة قدم بريطاني في مركز الدفاع. لعب مع مانشستر يونايتد ونادي ريكسهام وStockport Sports F.C. ‏.

## وصلات خارجية
- مايك ريان (لاعب كرة قدم) على موقع Soccerbase.com (لاعب) (الإنجليزية)